# David Alejandro Molina
David Alejandro Molina Guerra (Tegucigalpa, Francisco Morazán, Honduras; 14 de marzo de 1988) es un futbolista hondureño.

## Trayectoria
David Molina desde que era niño entró a las fuerzas básicas del Motagua, club en el que desarrolló toda su carrera de 2007 a 2014. Ganó un torneo de la Liga Nacional en la temporada 2011-12, cuando su equipo derrotó en la final del Torneo Clausura 2012 al Club Deportivo Olimpia por un resultado de 3-1. También obtuvo un subcampeonato en el año 2010 y disputó la Concacaf Liga Campeones 2011-12 con su equipo.

## Clubes
| Club                   | País     | Año       |
| ---------------------- | -------- | --------- |
| Club Deportivo Motagua | Honduras | 2007-2014 |